# Valsugana Rugby Padova (femminile)
Valsugana Rugby Padova, noto anche come ValsuGirls, è la squadra femminile dell'omonimo club di rugby a 15 di Padova.
Istituito nel 2007, partecipa dalla stagione 2010-11 al campionato di Serie A Élite, vinto cinque volte, tre delle quali consecutive dal 2015 al 2017.
I colori di gara sono quelli sociali celeste e bianco con aggiunta di inserti rosa, questi ultimi peculiari dell'équipe femminile.
Il campo di gara è il centro sportivo Altichiero, sito nell'omonimo rione padovano.

## Storia
Il club nacque nel 1982 e fino al 2007 ebbe attività esclusivamente maschile o, al più, mista sotto la categoria d'età dei 12 anni.

Nel 2007 nacque una sezione giovanile femminile; essa più tardi iscrisse al campionato di categoria una propria squadra Under-16.
Nella stagione 2010-11 una squadra seniores fu iscritta al campionato di serie A femminile.
Già alla sua prima stagione nel massimo campionato la squadra giunse al barrage per le semifinali scudetto, sconfitta in casa dalle romane del Red & Blu; nel 2011-12 passò il barrage contro Colorno e si arrese in semifinale nel doppio confronto contro le trevigiane Red Panthers.
Analogo risultato si ebbe nei due tornei successivi: dopo avere superato il barrage, in entrambi i casi contro le Red & Blu, giunsero due eliminazioni consecutive in semifinale, la prima volta di nuovo contro le Red Panthers, e nel 2014 contro Riviera.
Nel 2015 il Valsugana vinse il suo primo titolo assoluto: dopo avere eliminato, tra barrage e semifinale, due squadre della Capitale (rispettivamente CUS Roma e Red&Blu), batté in finale a Parma per 9-5 le campionesse uscenti del Monza; l'anno successivo bissò il titolo sconfiggendo nuovamente Monza dopo avere eliminato ancora il CUS Roma ai barrage e Benevento in semifinale.
Un terzo scudetto consecutivo giunse alla fine del campionato 2016-17 al termine del primo campionato che vide il Valsugana qualificarsi direttamente alle semifinali senza passare per i barrage: dopo avere eliminato il Monza batté in finale a Calvisano la femminile del Colorno per 32-0.
In occasione della Coppa del Mondo di rugby femminile 2017 tenutasi in Irlanda, alla quale l'Italia non partecipava dal 2002, il Valsugana ha dato alla nazionale diverse atlete, alcune delle quali, come il capitano Elisa Giordano, formatesi nel club.

## Cronologia
| Cronistoria del Valsugana Rugby Padova |
| --- |
| - 2007 · Istituzione della femminile del Valsugana Rugby Padova - 2010 · Istituzione della squadra seniores e iscrizione al campionato nazionale di serie A - 2010-11 · 4º girone 1 serie A Sconf. nei barrage semifinali - 2011-12 · 4º girone 1 Élite serie A Sconf. in semifinale - 2012-13 · 4º girone Élite serie A Sconf. in semifinale - 2013-14 · 3º girone 1 serie A Sconf. in semifinale - 2014-15 · 2º girone 1 serie A Campione d’Italia (1º titolo) - 2015-16 · 2º girone 1 serie A Campione d’Italia (2º titolo) - 2016-17 · 1º girone 1 serie A Campione d’Italia (3º titolo) - 2017-18 · 2º girone 1 serie A Sconf. in finale scudetto - 2018-19 · 1º girone 1 serie A Sconf. in finale scudetto - 2019-20 · Campionato sospeso - 2020-21 · Campionato annullato - 2021-22 · 1º girone 1 serie A Campione d’Italia (4º titolo) - 2022-23 · 1º stagione regolare Campione d’Italia (5º titolo) - 2023-24 · 1º girone A serie A Élite 1º girone play-off scudetto Sconf. in finale scudetto - 2024-25 · 2º serie A Élite Sconf. in finale scudetto |

## Palmarès
- Campionati italiani: 5
2014-15, 2015-16, 2016-17, 2021-22, 2022-23